# Denmark International 2012
Die FZ Forza Denmark International 2012 im Badminton fanden vom 1. bis zum 5. Mai in Frederikshavn in der Arena Nord in der Rimmens Allé 37 statt. Es war die zweite Auflage dieser Turnierserie. Das Preisgeld betrug 15.000 US-Dollar und das Turnier wurde damit in das Level 4A des BWF-Wertungssystems eingeordnet. Der Referee war Ronny de Vos aus Belgien.

## Sieger und Platzierte
| Disziplin    | Gold                                    | Silber                       | Bronze                              |
| ------------ | --------------------------------------- | ---------------------------- | ----------------------------------- |
| Herreneinzel | Henri Hurskainen                        | Rune Ulsing                  | Brice Leverdez                      |
| Herreneinzel | Henri Hurskainen                        | Rune Ulsing                  | Gabriel Ulldahl                     |
| Dameneinzel  | Sandra-Maria Jensen                     | Anna Thea Madsen             | Kirsty Gilmour                      |
| Dameneinzel  | Sandra-Maria Jensen                     | Anna Thea Madsen             | Nicola Cerfontyne                   |
| Herrendoppel | Christian Skovgaard Mads Pieler Kolding | Kasper Antonsen Rasmus Bonde | Anders Skaarup Rasmussen Kim Astrup |
| Herrendoppel | Christian Skovgaard Mads Pieler Kolding | Kasper Antonsen Rasmus Bonde | Chris Langridge Peter Mills         |
| Damendoppel  | Line Damkjær Kruse Marie Røpke          | Lauren Smith Gabrielle White | Julie Finne-Ipsen Tilde Iversen     |
| Damendoppel  | Line Damkjær Kruse Marie Røpke          | Lauren Smith Gabrielle White | Camilla Martens Sara Thygesen       |
| Mixed        | Mads Pieler Kolding Julie Houmann       | Kim Astrup Line Kjærsfeldt   | Rasmus Bonde Maria Helsbøl          |
| Mixed        | Mads Pieler Kolding Julie Houmann       | Kim Astrup Line Kjærsfeldt   | Peter Mills Heather Olver           |

## Finalergebnisse
| Disziplin    | Sieger                                  | Finalist                     | Ergebnis    |
| ------------ | --------------------------------------- | ---------------------------- | ----------- |
| Herreneinzel | Henri Hurskainen                        | Rune Ulsing                  | 21:14 21:11 |
| Dameneinzel  | Sandra-Maria Jensen                     | Anna Thea Madsen             | 21:19 21:18 |
| Herrendoppel | Mads Pieler Kolding Christian Skovgaard | Kasper Antonsen Rasmus Bonde | 21:17 21:10 |
| Damendoppel  | Line Kruse Marie Røpke                  | Lauren Smith Gabrielle White | 21:18 21:19 |
| Mixed        | Mads Pieler Kolding Julie Houmann       | Kim Astrup Line Kjærsfeldt   | 21:19 21:9  |